# Campionati europei di maratona canoa/kayak 2003
I Campionati europei di maratona canoa/kayak 2003 sono stati la 5ª edizione della competizione continentale. Si sono svolti a Danzica, in Polonia.

## Medagliere
| Pos.   | Paese      | Oro | Argento | Bronzo | Totale |
| ------ | ---------- | --- | ------- | ------ | ------ |
| 1      | Ungheria   | 4   | 2       | 2      | 8      |
| 2      | Spagna     | 1   | 2       | 1      | 4      |
| 3      | Francia    | 1   | 0       | 0      | 1      |
| 4      | Polonia    | 0   | 1       | 0      | 1      |
| 4      | Rep. Ceca  | 0   | 1       | 0      | 1      |
| 6      | Germania   | 0   | 0       | 1      | 1      |
| 6      | Danimarca  | 0   | 0       | 1      | 1      |
| 6      | Slovacchia | 0   | 0       | 1      | 1      |
| Totale | Totale     | 6   | 6       | 6      | 18     |

## Podi

### Uomini
| Evento    | Oro                                 | Perform. | Argento                                    | Perform  | Bronzo                                         | Perform. |
| Canoa C-1 | Lionel Dubois-Dunilac               | 3h14'55" | Pavel Bednar                               | 3h16'55" | Radoslav Rus                                   | 3h19'21" |
| Canoa C-2 | Ungheria Edvin Csabai Attila Györe  | 2h52'10" | Spagna Ramón Ferro Óscar Graña             | 2h53'04" | Ungheria Pál Sarudi Krisztián Tokár            | 3h04'13" |
| Kayak K-1 | Manuel Busto Fernández              | 2h48'18" | Attila Jámbor                              | 2h48'19" | Steffen Burkhardt                              | 2h48'22" |
| Kayak K-2 | Ungheria István Salga Attila Jámbor | 2h32'33" | Spagna Julio Martínez Gómez Emilio Merchán | 2h32'48" | Spagna Jorge Alonso González Santiago Guerrero | 2h33'12" |

### Donne
| Evento    | Oro                                  | Punti    | Argento                                 | Punti    | Bronzo                                   | Punti    |
| Kayak K-1 | Renata Csay                          | 3h04'25" | Barbara Przybylska                      | 3h05'16" | Linda Benedek                            | 3h09'09" |
| Kayak K-2 | Ungheria Kornélia Szonda Renata Csay | 2h47'35" | Ungheria Orsolya Harkai Zsuzsanna Giczy | 2h53'04" | Danimarca Anne Lolk Thomsen Mette Barfod | 2h54'51" |